# Mischka & Grischka
Mischka & Grischka são dois personagens fictícios gêmeos do filme 007 contra Octopussy, da série cinematográfica de James Bond, criada por Ian Fleming.

## Características
Dois assassinos gêmeos atiradores de faca, trabalham sob as ordens de Kamal Khan.[carece de fontes?]

## Filme
Mischka é o primeiro a aparecer no filme, quando ele e o irmão perseguem o agente 009 do MI-6, fantasiado de palhaço de circo, tentando matá-lo. Após uma rápida perseguição, ele matam o espião com uma facada nas costas. Pouco depois, ele é visto no trem do circo de Octopussy com Gobinda, o capanga braço-direito de Khan, soldando a arma nuclear roubada num esconderijo dentro do vagão. Quando 007 descobre que a bomba está guardada ali, ele é surpreendido por Mischka, escondido no interior do trem, que o ataca com suas facas, mas Bond consegue se esquivar, matando o assassino, disfarçando-se com suas roupas e escondendo o corpo no cano do canhão do circo.
Grischka também aparece no início do filme junto com o irmão, matando o agente 009. Mais tarde, com seu irmão já morto, ele, Gobinda e Bond entram em luta no teto do vagão do trem em movimento, e acabam os dois caindo dele no campo em volta. Com sua faca mortal na mão, ele persegue Bond até um galpão abandonado perto da linha férrea. Grischka consegue prender Bond pelas roupas em uma porta depois de atirar suas facas contra o espião. O assassino então aproxima-se de 007 pronto para matá-lo, dizendo: "Isso é por meu irmão!" No último segundo, Bond consegue empurrar com o corpo para trás a porta em que estava pregado, fazendo com que Grischka, que se preparava para enfiar-lhe a faca, perca o equilíbrio e caia para dentro do galpão. Bond então consegue desprender uma das facas que o mantinham preso à porta e a lança no capanga, atingindo-o em cheio no estômago e matando-o, dizendo: "E isto é por 009".